# عشب الربيع السيكيمي
عشب الربيع السيكيمي (الاسم العلمي:Anthoxanthum sikkimense) هو نوع من النباتات يتبع جنس عشب الربيع من الفصيلة النجيلية.